# Dorothy Tutin
Dorothy Tutin, född 8 april 1930 i London, död 6 augusti 2001 i Midhurst i West Sussex, var en brittisk skådespelerska.
Hon scendebuterade 1958 vid Stratford Festival och blev en rutinerad Shakespearetolkare. Bland hennes scenroller märks Ofelia i Hamlet och Portia i Köpmannen från Venedig. Hon reciterade även Shakespeare för påven Paulus VI i Vatikanen 1964.
I svensk TV har man kunnat se henne i bl.a. Henrik VIII:s sex hustrur (1970) i rollen som Anne Boleyn, som den unga lärarinnan i Ett landskap i England (1977) (vilken bygger på en roman av den brittiska författarinnan Winifred Holtby) och som den grymma kungadottern Goneril i Kung Lear (1982). 
Bland de filmer hon medverkat i märks En ryslig fästman (1952), Den vilde Messias (1972) samt Murder with Mirrors (1985).
1967 erhöll hon utmärkelsen CBE (Commander of the Order of the British Empire) och år 2000 adlades hon och upphöjdes till "Dame Dorothy".
Från 1963 var hon gift med skådespelaren Derek Waring och i äktenskapet föddes en son och en dotter - dottern, skådespelerskan Amanda Waring var under några år i slutet av 1980-talet gift med den svenske sångaren Tommy Körberg.
Tutin avled i leukemi år 2001.